# Залізничненська сільська рада (Болградський район)
Залізни́чненська сільська́ ра́да — колишня  адміністративно-територіальна одиниця та орган місцевого самоврядування в Болградському районі Одеської області. Адміністративний центр — село Залізничне.

## Загальні відомості
Залізничненська сільська рада утворена в 1946 році.
- Територія ради: 35,04 км²
- Населення ради: 3 487 осіб (станом на 2001 рік)

## Населені пункти
Сільській раді були підпорядковані населені пункти:
- с. Залізничне

## Населення
За переписом населення 2001 року в сільській раді мешкали 3472 особи.

### Мова
Розподіл населення за рідною мовою за даними перепису 2001 року:
| Мова              | Відсоток |
| ----------------- | -------- |
| болгарська        | 76,46 %  |
| російська         | 12,07 %  |
| гагаузька         | 4,65 %   |
| українська        | 3,47 %   |
| молдовська        | 2,06 %   |
| циганська         | 0,66 %   |
| білоруська        | 0,14 %   |
| кримськотатарська | 0,03 %   |
| німецька          | 0,03 %   |
| румунська         | 0,03 %   |

## Склад ради
Рада складалася з 20 депутатів та голови.
- Голова ради: Гордейко Лілія Маринівна
- Секретар ради: Гергі Світлана Дмитрівна

### Керівний склад попередніх скликань
| Прізвище, ім'я, по батькові | Основні відомості                                                         | Дата обрання | Дата звільнення |
| --------------------------- | ------------------------------------------------------------------------- | ------------ | --------------- |
| Гордєйко Лілія Маринівна    | Сільський голова, 1969 року народження, позапартійна                      | 26.03.2006   | 31.10.2010      |
| Гордейко Лілія Маринівна    | Сільський голова, 1969 року народження, освіта вища, член Партії регіонів | 31.10.2010   | 25.10.2015      |

Примітка: таблиця складена за даними сайту Верховної Ради України

### Депутати
За результатами місцевих виборів 2010 року депутатами ради стали:

#### За суб'єктами висування
| Суб'єкт висування                                       | Кількість обраних депутатів | %  |
| ------------------------------------------------------- | --------------------------- | -- |
| Партія регіонів                                         | 15                          | 75 |
| Самовисування                                           | 2                           | 10 |
| Комуністична партія України                             | 1                           | 5  |
| Народна партія                                          | 1                           | 5  |
| Політична партія Всеукраїнське об'єднання «Батьківщина» | 1                           | 5  |

#### За округами
| № округу                                                | Прізвище, ім'я, по батькові       | Дата визнання обраним | Освіта             | Партійна приналежність            | Відомості про обраного депутата                     |
| ------------------------------------------------------- | --------------------------------- | --------------------- | ------------------ | --------------------------------- | --------------------------------------------------- |
| Комуністична партія України                             |                                   |                       |                    |                                   |                                                     |
| 8                                                       | Кілафли Дмитро Дмитрович          | 05.11.2010            | середня спеціальна | член Комуністичної партії України | пенсіонер                                           |
| Народна Партія                                          |                                   |                       |                    |                                   |                                                     |
| 2                                                       | Кара Тетяна Миколаївна            | 05.11.2010            | середня спеціальна | член Народної партії              | магазин ПП Чебанова, продавець                      |
| Партія регіонів                                         |                                   |                       |                    |                                   |                                                     |
| 4                                                       | Ніколаєва Валентина Костянтинівна | 05.11.2010            | середня спеціальна | член Партії регіонів              | Залізничненська сільська рада, діловод              |
| 5                                                       | Кілафли Олександр Федорович       | 05.11.2010            | середня спеціальна | член Партії регіонів              | фермерське господарство, фермер                     |
| 6                                                       | Галаванар Ганна Іванівна          | 05.11.2010            | середня спеціальна | член Партії регіонів              | Залізничненська загальноосвітня школа, вчитель      |
| 7                                                       | Кулінська Ганна Миколаївна        | 05.11.2010            | вища               | член Партії регіонів              | Залізничненська сільська рада, землевпорядник       |
| 10                                                      | Ялама Людмила Георгіївна          | 05.11.2010            | середня            | член Партії регіонів              | приватний підприємець                               |
| 11                                                      | Беренжук Анастасія Федорівна      | 05.11.2010            | вища               | член Партії регіонів              | тимчасово не працює                                 |
| 12                                                      | Гергі Світлана Дмитрівна          | 05.11.2010            | вища               | член Партії регіонів              | Залізничненська сільська рада, секретар             |
| 13                                                      | Скорич Вадим Дмитрович            | 05.11.2010            | вища               | член Партії регіонів              | Болградська гімназія, вчитель                       |
| 14                                                      | Станєва Олена Панасівна           | 05.11.2010            | середня спеціальна | позапартійна                      | Болградська поліклініка, старша медична сестра      |
| 15                                                      | Пеєва Валентина Миколаївна        | 05.11.2010            | середня            | член Партії регіонів              | Залізничненська сільська рада, касир                |
| 16                                                      | Дунєва Світлана Федорівна         | 05.11.2010            | середня спеціальна | член Партії регіонів              | Залізничненський дитячий садок, вихователь          |
| 17                                                      | Златєва Катерина Іванівна         | 05.11.2010            | середня спеціальна | член Партії регіонів              | пенсіонер                                           |
| 18                                                      | Кириленко Василь Володимирович    | 05.11.2010            | середня спеціальна | член Партії регіонів              | тимчасово не працює                                 |
| 19                                                      | Петкова Оксана Миколаївна         | 05.11.2010            | середня            | член Партії регіонів              | Залізничненська загальноосвітня школа, вчитель      |
| 20                                                      | Гуров Олег Олександрович          | 05.11.2010            | середня спеціальна | член Партії регіонів              | тимчасово не працює                                 |
| Політична партія Всеукраїнське об'єднання «Батьківщина» |                                   |                       |                    |                                   |                                                     |
| 1                                                       | Кулінський Юрій Васильович        | 05.11.2010            | середня спеціальна | позапартійний                     | комунальна експлуатаційна частина, начальник складу |
| Самовисування                                           |                                   |                       |                    |                                   |                                                     |
| 3                                                       | Желясков Олег Миколайович         | 05.11.2010            | середня спеціальна | позапартійний                     | «Интертелеком», інженер                             |
| 9                                                       | Петров Микола Володимирович       | 05.11.2010            | середня спеціальна | позапартійний                     | дистанція колії, оператор                           |